# Hudba ve filmech o Jamesi Bondovi

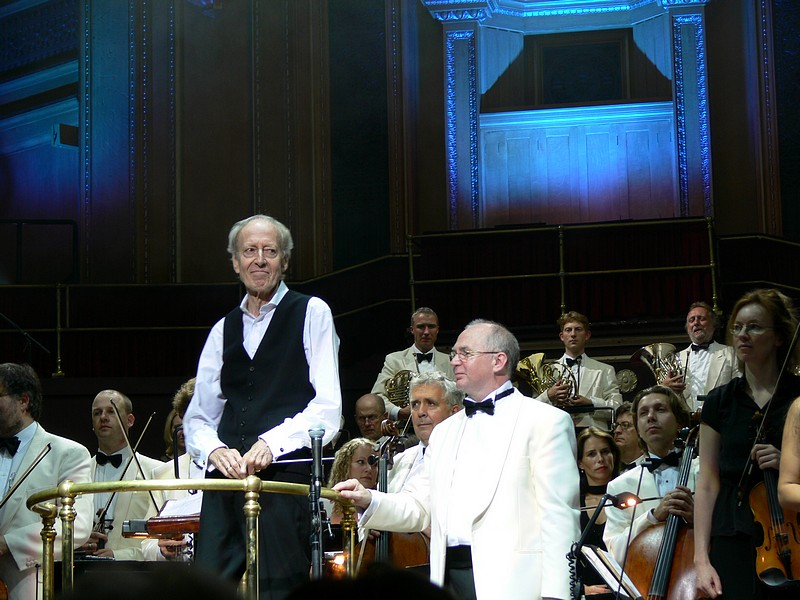
Skladatel bondovské hudby John Barry (vlevo) a Paul Bateman v Royal Albert Hall, 2006

Hudba ve filmech o Jamesi Bondovi představuje skladby a instrumentální doprovod k bondovkám – snímkům o Jamesi Bondovi. Od prvního filmu prochází oficiálními bondovkami, vytvořenými společností EON Production, těkavý ústřední motiv, tzv. James Bond Theme, složený Monty Normanem pro snímek Dr. No (1962). John Barry vytvořil v roce 1963 pro druhý film Srdečné pozdravy z Ruska další motiv, tzv. 007 Theme, který byl použit v šesti dalších snímcích.
S celou sérií jsou obecně spojovány také některé písně. Řadí se k nim Goldfinger nazpívaná Shirley Basseyovou, Diamonds Are Forever a Moonraker, A View To A Kill od Duran Duran, You Only Live Twice v provedení Nancy Sinatrovou, McCartneyho Live and Let Die byla první rockovou skladbou série, GoldenEye od Tiny Turner, Nobody Does it Better v interpretaci Carly Simonové, The Living Daylights složená norskou formací A-ha,  For Your Eyes Only provedená Sheenou Eastonovou a také Madonnina Die Another Day, jež premiérově vmísila elektronickou taneční hudbu.

## Seznam autorů instrumentální hudby a titulních skladeb
| Film                                           | Rok  | Autor partitury | Titulní skladba                                                             | Skladatel, textař                                     | Interpret                                | UK (vrchol) | USA (vrchol) |
| ---------------------------------------------- | ---- | --------------- | --------------------------------------------------------------------------- | ----------------------------------------------------- | ---------------------------------------- | ----------- | ------------ |
| Dr. No (soundtrack)                            | 1962 | Monty Norman    | James Bond Theme Kingston Calypso                                           | Monty Norman                                          | John Barry & Orchestra Monty Norman      | —           | —            |
| Srdečné pozdravy z Ruska (soundtrack)          | 1963 | John Barry      | „úvodní titulky: James Bond Is Back/From Russia with Love/James Bond Theme" | John Barry Lionel Bart Monty Norman                   | John Barry Matt Monro                    | —           | —            |
| Goldfinger (soundtrack)                        | 1964 | John Barry      | „Goldfinger“                                                                | Leslie Bricusse Anthony Newley John Barry             | Shirley Bassey                           | 21.         | 8.           |
| Thunderball (soundtrack)                       | 1965 | John Barry      | „Thunderball“                                                               | John Barry Don Black                                  | Tom Jones                                | 35.         | 25.          |
| Žiješ jenom dvakrát (soundtrack)               | 1967 | John Barry      | „You Only Live Twice“                                                       | Leslie Bricusse Anita Baker John Barry                | Nancy Sinatra                            | 11.         | 44.          |
| V tajné službě Jejího Veličenstva (soundtrack) | 1969 | John Barry      | „On Her Majesty's Secret Service“                                           | John Barry Hal David                                  | The John Barry Orchestra Louis Armstrong | —           | —            |
| Diamanty jsou věčné (soundtrack)               | 1971 | John Barry      | „Diamonds Are Forever“                                                      | John Barry Don Black                                  | Shirley Bassey                           | 38.         | 57.          |
| Žít a nechat zemřít (soundtrack)               | 1973 | George Martin   | „Live and Let Die“                                                          | Paul McCartney Linda McCartney                        | Paul McCartney & Wings                   | 7.          | 2.           |
| Muž se zlatou zbraní (soundtrack)              | 1974 | John Barry      | „The Man with the Golden Gun“                                               | John Barry Don Black                                  | Lulu                                     | —           | —            |
| Špion, který mě miloval (soundtrack)           | 1977 | Marvin Hamlisch | „Nobody Does It Better“                                                     | Marvin Hamlisch Carole Bayer Sager                    | Carly Simon                              | 7.          | 2.           |
| Moonraker (soundtrack)                         | 1979 | John Barry      | „Moonraker“                                                                 | John Barry Hal David                                  | Shirley Bassey                           | —           | —            |
| Jen pro tvé oči (soundtrack)                   | 1981 | Bill Conti      | „For Your Eyes Only“                                                        | Bill Conti Michael Leeson                             | Sheena Eastonová                         | 8.          | 4.           |
| Chobotnička (soundtrack)                       | 1983 | John Barry      | „All Time High“                                                             | John Barry Tim Rice Stephen Short                     | Rita Coolidge                            | 75.         | 36.          |
| Vyhlídka na vraždu (soundtrack)                | 1985 | John Barry      | „A View to a Kill“                                                          | John Barry John Taylor                                | Duran Duran                              | 2.          | 1.           |
| Dech života (soundtrack)                       | 1987 | John Barry      | „The Living Daylights"                                                      | John Barry Pål Waaktaar                               | a-ha                                     | 5.          | —            |
| Povolení zabíjet (soundtrack)                  | 1989 | Michael Kamen   | „Licence to Kill“                                                           | Narada Michael Walden Jeffrey Cohen Walter Afanasieff | Gladys Knight                            | 6.          | —            |
| Zlaté oko (soundtrack)                         | 1995 | Éric Serra      | „GoldenEye“                                                                 | Bono The Edge                                         | Tina Turner                              | 7.          | —            |
| Zítřek nikdy neumírá (soundtrack)              | 1997 | David Arnold    | „Tomorrow Never Dies“                                                       | Sheryl Crow Mitchell Froom                            | Sheryl Crow                              | 12.         | —            |
| Jeden svět nestačí (soundtrack)                | 1999 | David Arnold    | „The World Is Not Enough“                                                   | David Arnold Don Black                                | Garbage                                  | 11.         | —            |
| Dnes neumírej (soundtrack)                     | 2002 | David Arnold    | „Die Another Day“                                                           | Madonna Mirwais Ahmadzaï                              | Madonna                                  | 3.          | 8.           |
| Casino Royale (soundtrack)                     | 2006 | David Arnold    | „You Know My Name“                                                          | David Arnold Chris Cornell                            | Chris Cornell                            | 7.          | 79.          |
| Quantum of Solace (soundtrack)                 | 2008 | David Arnold    | „Another Way to Die“                                                        | Jack White                                            | Jack White Alicia Keys                   | 9.          | 81.          |
| Skyfall (soundtrack)                           | 2012 | Thomas Newman   | „Skyfall“                                                                   | Adele Paul Epworth                                    | Adele                                    | 2.          | 8.           |
| Spectre (soundtrack)                           | 2015 | Thomas Newman   | „Writing's on the Wall“                                                     | Sam Smith Jimmy Napes                                 | Sam Smith                                | 1.          | 71.          |
| Není čas zemřít (soundtrack)                   | 2020 | Hans Zimmer     | „No Time To Die“                                                            | Billie Eilish O'Connell Finneas O'Connell             | Billie Eilish                            | —           | —            |

### Oficiální druhé skladby
| Film                              | Název                                                                            | Rok  | Interpret                                                                                 |
| --------------------------------- | -------------------------------------------------------------------------------- | ---- | ----------------------------------------------------------------------------------------- |
| Dr. No                            | „Jump Up“ „Underneath Mango Tree“                                                | 1962 | Byron Lee And The Dragonaires Monty Norman Diana Coupland                                 |
| Srdečné pozdravy z Ruska          | „From Russia With Love“ (závěrečné titulky)                                      | 1963 | Matt Monro                                                                                |
| Thunderball                       | "Mr. Kiss Kiss Bang Bang“                                                        | 1965 | Dionne Warwick další verze od Shirley Bassey                                              |
| V tajné službě Jejího Veličenstva | „We Have All the Time in the World“ „Do You Know How Christmas Trees Are Grown?“ | 1969 | Louis Armstrong Nina                                                                      |
| Jen pro tvé oči                   | "Make It Last All Night“                                                         | 1981 | Rage                                                                                      |
| Vyhlídka na vraždu                | „California Girls“ (není na soundtracku)                                         | 1985 | Gidea Park                                                                                |
| Dech života                       | „Where Has Everybody Gone?“ „If There Was a Man“                                 | 1987 | The Pretenders                                                                            |
| Povolení zabíjet                  | „If You Asked Me To“ „Wedding Party“ „Dirty Love“                                | 1989 | Patti Labelle Ivory Tim Feehan                                                            |
| Zlaté oko                         | „The Experience of Love“ „James Bond Theme“                                      | 1995 | Éric Serra Starr Parodi a Jeff Fair                                                       |
| Zítřek nikdy neumírá              | „Surrender“ „James Bond Theme“                                                   | 1997 | k.d. lang Moby (není ve filmu)                                                            |
| Jeden svět nestačí                | „Only Myself to Blame“ „James Bond Theme“ „Sweetest Coma Again“                  | 1999 | Scott Walker (není ve filmu) David Arnold (není na soundtracku) LUNA SEA (japonská edice) |
| Dnes neumírej                     | „London Calling“ „James Bond Theme (Bond vs. Oakenfold)“                         | 2002 | The Clash (není na soundtracku) Paul Oakenfold (není ve filmu)                            |

## Další hudba v bondovkách
| Film                    | Název | Skladatelé                                                                 |
| ----------------------- | --- | -------------------------------------------------------------------------- |
| Agent, který mě miloval | motiv Lawrence z Arábie motiv Doktor Živago koncert pro piano č. 21 (Elvira Madigan) – andante melodie na strunu G | Maurice Jarre Wolfgang Amadeus Mozart Johann Sebastian Bach                |
| Moonraker               | motiv Blízká setkání třetího druhu motiv The Magnificent Seven předehra koncertu č. 15                             | John Williams Elmer Bernstein Fryderyk Chopin                              |
| Vyhlídka na vraždu      | Čtvero ročních dob Labutí jezero                                                                                   | Antonio Vivaldi Petr Iljič Čajkovskij                                      |
| Dech života             | 40. symfonie G moll (1. dějství) Finále-dějství II-Figarova svatba Smyčcový kvartet D dur Variace na rokokové téma | Wolfgang Amadeus Mozart Alexandr Porfirjevič Borodin Petr Iljič Čajkovskij |
| Zlaté oko               | Stand By Your Man (Minnie Driver)                                                                                  | Billy Sherrill / Tammy Wynette                                             |
| Zítřek nikdy neumírá    | It Had to Be You (instrumentální)                                                                                  | Gus Kahn / Isham Jones                                                     |

## Hudba k neoficiálním bondovkám
Za neoficiální se označují filmy natočené bez účasti produkční společnosti EON Productions.

### Neoficiální titulní skladby
| Film                                   | Rok  | Autor partitury | Titulní skladba         | Interpret                       |
| -------------------------------------- | ---- | --------------- | ----------------------- | ------------------------------- |
| Casino Royale (neoficiální film)       | 1967 | Burt Bacharach  | „Casino Royale“         | Herb Alpert a the Tijuana Brass |
| Nikdy neříkej nikdy (neoficiální film) | 1983 | Michel Legrand  | „Never Say Never Again“ | Lani Hall                       |

- Závěrečné titulky Casino Royale obsahují vokální verzi skladby „Casino Royale“ v provedení Mika Redwaye, který není v titulcích uveden.

### Neoficiální druhé skladby
| Film                | Název                 | Rok  | Interpret         |
| ------------------- | --------------------- | ---- | ----------------- |
| Casino Royale       | „The Look of Love“    | 1967 | Dusty Springfield |
| Nikdy neříkej nikdy | „Une Chanson d'Amour“ | 1983 | Sophie Della      |

## Coververze a další provedení
Několik alb s Bondovou hudbou nahráli Filharmonici města Prahy a uvedli je  při premiérách a  zvláštních příležtostech. Britský Royal Philharmonic Orchestra vydal nahrávku s několika písněmi z bondovek s názvem  Best Of James Bond. Billy Strange natočil v roce 1965 album Secret Agent File.
| Název skladby                       | Interpret |
| ----------------------------------- | --- |
| „James Bond Theme“                  | Billy Strange Neil Norman The Art of Noise The Skatalites Bond Count Basie Moby LTJ Bukem Filharmonici města Prahy Soft Cell Davie Allan The Ventures Royal Philharmonic Orchestra |
| „From Russia with Love“             | Natacha Atlas Thomas Lang Royal Philharmonic Orchestra |
| „Goldfinger“                        | Billy Strange Bébé Anthony Newley Ten Masked Men Blue Stingrays Magazine Royal Philharmonic Orchestra                                                                              |
| „Thunderball“                       | Martin Fry Mr.Bungle Shirley Bassey The Kingpins Billy Strange Royal Philharmonic Orchestra                                                                                        |
| „You Only Live Twice“               | Marc Almond Mark Burgess Björk Coldplay Natacha Atlas LuAnn Olson Robbie Williams Shirley Bassey Trashcan Sinatras Billy Strange Royal Philharmonic Orchestra                      |
| „On Her Majesty's Secret Service“   | Propellerheads Vernian Process Erik Borelius |
| „We Have All The Time in The World“ | Fun Lovin' Criminals Amalia Grè The Pale Fountains Iggy Pop My Bloody Valentine |
| „Diamonds Are Forever“              | David McAlmont Marion Gold Arctic Monkeys Kanye West Ten Masked Men Royal Philharmonic Orchestra                                                                                   |
| „Live and Let Die“                  | Chrissie Hynde Escala Guns N' Roses Geri Halliwell Lizzy Borden Butch Walker Royal Philharmonic Orchestra                                                                          |
| „The Man with the Golden Gun“       | Emilíana Torrini Funkstar De Luxe Thin White Rope Ten Masked Men Royal Philharmonic Orchestra                                                                                      |
| „Nobody Does It Better“             | Radiohead Aimee Mann 8mm Alan Partridge Me First and the Gimme Gimmes Royal Philharmonic Orchestra                                                                                 |
| „Moonraker“                         | Shara Nelson Neil Norman |
| „For Your Eyes Only“                | Thomas Anders Edenbridge Royal Philharmonic Orchestra |
| „All Time High“                     | Pulp |
| „A View to a Kill“                  | Diablo Lostprophets Shirley Bassey Ten Masked Men |
| „The Living Daylights“              | Ten Masked Men The Narrow Royal Philharmonic Orchestra |
| „Licence to Kill“                   | Count Basic |
| „If You Asked Me To“                | Céline Dion |
| „GoldenEye“                         | Wise Guys Bono Royal Philharmonic Orchestra |
| „Tomorrow Never Dies“               | Uwe Kröger |
| „The World is not Enough“           | Jackie Moore |
| „You Know My Name“                  | Poets of the Fall |
| „Skyfall“                           | Within Temptation |